# São Paulo Review
São Paulo Review é uma revista literária brasileira criada em formato digital, em 2013, pelo escritor e editor Alexandre Staut e pela escritora e roteirista de cinema Viviane Ka, com o intuito de discutir e divulgar a literatura feita no Brasil e no mundo, através de ensaios, entrevistas, críticas literárias, vídeos, reportagens, encontros literários e saraus.

## História
A publicação foi criada a partir de uma lacuna na área da literatura. A ideia desde o início foi fomentar a literatura brasileira de todos os tempos, além daquela feita no exterior. O projeto foi inspirado nas reviews existentes em diversas cidades do mundo, como The Paris Review, The New York Review of Books, London Review of Books, entre outras, que serviram de modelo, e logo o site se tornou indispensável no meio literário nacional. 
Para a criação, foram chamados conselheiros de grande expressão no mundo das letras, como a escritora Maria Valéria Rezende; o professor da Sorbonne, Leonardo Tonus; os escritores Humberto Werneck, Ubiratan Muarrek e Sergio Tavares, entre outros. 

## Contribuidores
No time de contribuidores estão nomes de expressão no meio literário nacional, como os escritores e críticos literários Sergio Tavares, Ronaldo Cagiano, Raimundo Neto, e os professores de literatura da USP Itamar Santos e Angelo Mendes Corrêa. 

## Projetos
Entre os projetos desenvolvidos pela publicação estão antologias literárias como "Gerúndio a dois", em que autores de renome nacional deviam escrever textos em que interagiam com outro escritor, vivo ou morto. “Jogando cartas com T. S. Eliot”, foi escrito por Luci Collin; “Blefando com Cortázar”, por Anita Deak;  “Adotando um menino com Murilo Rubião”, por Sérgio Tavares; “Devolvendo a espingarda para Hemingway”, por André de Leones e “Consultando Tchekhov”, por Rafael Mendes. participaram da coletânea ainda Altair Martins, Susana Fuentes, Raimundo Neto, Luís Henrique Pellanda e Eltânia André. 

## Eventos
A São Paulo Review cria eventos, como a série "Encontros de Jornalismo Literário", que aconteceu na Livraria Zaccara, em São Paulo, com a participação dos escritores Lira Neto e Humberto Werneck. Além disso, participou da curadoria do 1º Outono Literário, promovido por Leonardo Tonus, Mirna Queiroz (Revista Pessoa) e Simone Paulino (editora Nós), em 2016, com a participação de Andréa del Fuego, Julián Fuks, Nilma Lacerda, Victor Heringer, entre outros. 

## Vídeos
A publicação cria vídeos com entrevistas de escritores nacionais, como Marcelo Rubens Paiva, Noemi Jaffe, Sheyla Smanioto, Alex Sens e Paula Fábrio.  

## Na imprensa
A São Paulo Review já foi noticiada na grande imprensa nacional, como na Folha de S.Paulo, no Estadão, na revista Brasileiros e no site francês de literatura Anacaona.